# 六法
六法（ろっぽう）とは、
- 日本における6つの主要な法典。すなわち、形式的意義の憲法ならびに民法、商法、刑法、民事訴訟法および刑事訴訟法。
- 転じて、当該6法典に対応する6つの法分野。すなわち、実質的意義の憲法ならびに民法、商法、刑法、民事訴訟法および刑事訴訟法。
- 当該6法典を含む様々な法令を収録している書籍である「六法全書」の略称、または、一般に法令集のこと。

日本法の強い影響を受けている中華民国（台湾）および大韓民国においても同様の意味で用いられているが、台湾では民商統一主義が採用されており、商法に相当する内容が民法に組み込まれていることもあり、商法ではなく行政法が含まれる。

## 語の由来
「六法」という語は、箕作麟祥が、フランス法を邦訳した書籍である『仏蘭西法律書』（1874年）の中で、ナポレオン五法典（民法典、商法典、刑法典、民事訴訟法典および治罪法典）と呼ばれるナポレオン諸法典 (Codes napoléoniens) に憲法を加えた用語として使用したことに由来すると考えられている。本来、これらの中に行政法典が加わるはずだったが、当時は完成しておらず、これらは六法にとどまった。

## 6つの法典
六法は、6つの法典という意味において、次に掲げる6つの法典のことで、これを形式的意義という。
- 日本国憲法（昭和21年憲法）（旧大日本帝国憲法〈明治22年憲法〉）
- 民法（明治29年法律第89号）
- 商法（明治32年法律第48号）
- 刑法（明治40年法律第45号）（旧刑法〈明治13年太政官布告第36号〉）
- 民事訴訟法（平成8年法律第109号）（旧民事訴訟法〈明治23年法律第29号〉）
- 刑事訴訟法（昭和23年法律第131号）（旧治罪法〈明治13年太政官布告第37号〉、旧々刑事訴訟法〈明治23年法律第96号〉、旧刑事訴訟法〈大正11年法律第75号〉）

なお、日本国憲法以外の5つの法典の所管官庁は法務省である。

## 6つの法分野
六法は、6つの法典に対応する6つの法分野という意味において、次に掲げる6つの法分野のことで、これを実質的意義という。
- 憲法（国会法および内閣法などを含む）
- 民法（不動産登記法および借地借家法などを含む）
- 商法（会社法、保険法、保険業法、手形法および小切手法などを含む）
- 刑法（特別刑法などを含む）
- 民事訴訟法（民事手続法）（民事調停法、仲裁法、民事執行法、民事保全法および倒産法などを含む）
- 刑事訴訟法（刑事手続法）

2021年現在の司法試験においては、当該6分野に加えて行政法が必須科目となっており、これらを併せて「七法」と呼ぶことがある。

## 法令集
6つの法典との意味から転じて、これらの6つの法典を中心として主要な法令を収録した書籍を「六法全書」と呼び、さらにこれを略して「六法」と呼ぶ。なお、現在では有斐閣のみが『六法全書』と題する法令集を毎年発行しているため、単に「六法全書」と呼ぶときは、これを指すことも多い。
また、本来の意味から離れて、特定分野の範疇内において主要な法令を収録した書籍もその分野に合わせた六法の名称で呼ばれる場合がある（『金融六法』や『福祉六法』など）。この場合には、6という数に特に意味があるわけではなく、主要法令集という意味でこの語が使われているに過ぎない。

## 6つの法律
なお、「○○六法」という複合語の一部として、郵政民営化関連六法や社会福祉六法のように、関連する法律を6つ数え上げて、「六法」と呼ぶ場合もある。
同様に、二法、三法、四法、五法などと称する例もある。